# إنريكو ناسيمبيني
إنريكو ناسيمبيني (بالإيطالية: Enrico Nascimbeni)‏‏ (20 نوفمبر 1959 في فيرونا - 11 يونيو 2019 في ميلانو) مغن مؤلف، وصحفي من إيطاليا.

## روابط خارجية
- إنريكو ناسيمبيني على موقع ميوزك برينز (الإنجليزية)
- إنريكو ناسيمبيني على موقع أول ميوزيك (الإنجليزية)
- إنريكو ناسيمبيني على موقع ديسكوغز (الإنجليزية)